# Juan Antonio de Galleguillos y Godoy
Juan Antonio de Galleguillos y Godoy (San Bartolomé de La Serena 1732 - San Antonio de Barraza-Valle de Limarí 1788) fue un noble encomendero y hacendado chileno uno de los pioneros en la elaboración del Pisco y Vino de Chile en el Valle de Limarí y fue el último encomendero de la familia Galleguillos hasta que 1791 el gobernador de Chile Ambrosio O'Higgins abolió la encomienda y acabó con el trabajo obligatorio de los indígenas.

## Biografía

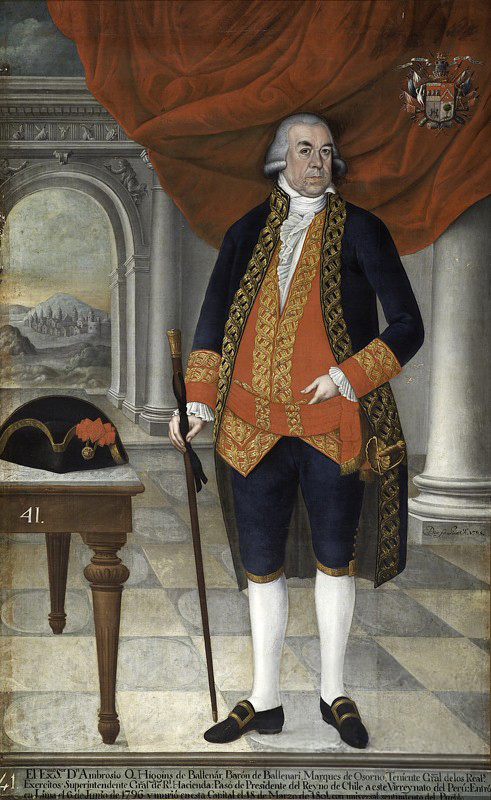
El gobernador de Chile Ambrosio O'Higgins abolió la encomienda y acabó con el trabajo obligatorio de los indígenas por lo cual Juan Antonio de Galleguillos y Godoy fue el último encomendero de la familia Galleguillos.

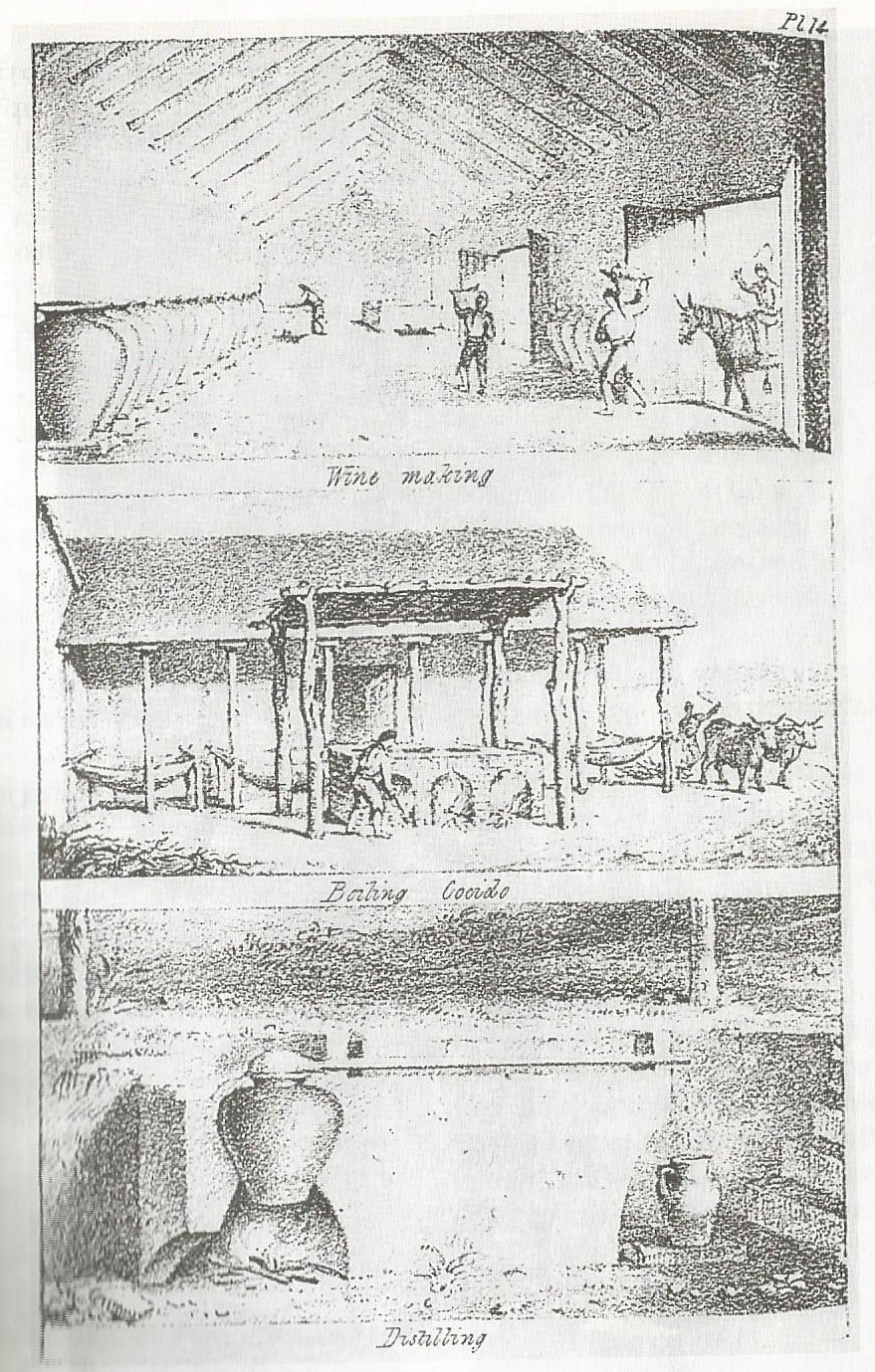
Técnicas de elaboración de piscos y vinos según observaciones del explorador Myers, en Travels in Chili and La Plata, vol 2, pag 297.

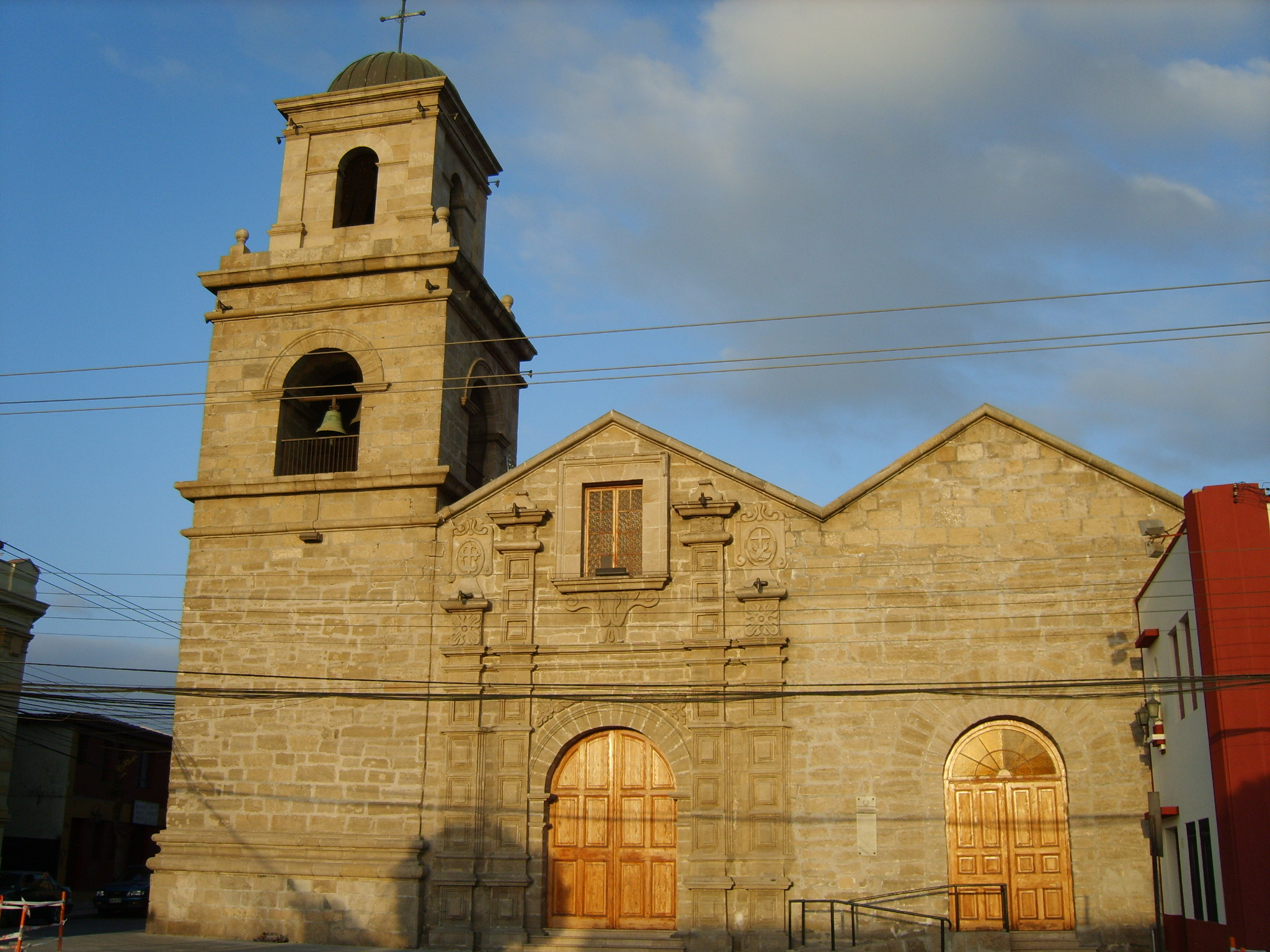
Iglesia de San Francisco el cual fuese sepultado Juan Antonio de Galleguillos y panteón de la familia Galleguillos hasta comienzos del.

Fue hijo del maestre de Campo Álvaro de Galleguillos y Riberos de Castilla y su prima la dama criolla Francisca de Godoy Rojas-Carabantes -hija del maestre de campo Diego de Godoy y Galleguillos y Catalina de Rojas Carabantes y Sánchez hija, esta última de Juan de Rojas Carabantes y Mundaca Capitán; depositario general de La Serena 1678-1692; procurador general de La Serena 1679; fiel ejecutor de La Serena 1679 y 1690; alcalde de La Serena 1689; dueño de la Estancia Juntas de 1500 cuadras en el Valle de Limarí y de la hacienda Diaguitas y Rivadavia en el Valle de Elqui.
Sus padres eran ricos y poderosos encomenderos y hacendados, dueños de la Hacienda Pachingo miembros de la familia Galleguillos una de las familias Criollas más antiguas y pudientes de San Bartolomé de La Serena y principales terratenientes del sector costero del Valle de Limarí desde principios del siglo XVII hasta fines del siglo XIX y tronco de una de las más importantes familias chilenas del Norte Chico en el Chile colonial.
Era descendiente por su abuela paterna Catalina de Riberos y Castilla (bisnieta) de Francisco de Aguirre conquistador español que participó en la conquista de Chile y del noroeste de Argentina. Asignado como gobernador de Chile a la muerte de Pedro de Valdivia, fue también gobernador del Tucumán en tres oportunidades y fundador de las ciudades de La Serena (Chile) y Santiago del Estero (Argentina). quien fue hijo de Hernando de la Rúa Ramírez y de Constanza de Meneses Aguirre, - bisnieta de Juan Alfonso Téllez de Meneses, IV conde de Barcelos y I de Ourém. descendiente directo del rey Alfonso X "el Sabio" rey de Castilla y León a través de su hijo el rey Sancho IV de Castilla emparentándose así el linaje de la Casa de Meneses con los descendientes de la casa de Borgoña y por esta línea familiar de los monarcas de los reinos de Asturias, Castilla, León, Aragón, Navarra, Portugal, la dinastía de los Capetos de Francia, la dinastía Hohenstaufen de Alemania, la casa de Plantagenet de Inglaterra, la casa de Normandía y la casa de Uppsala, de quienes, entre otros, desciende en línea de parentesco directa don Juan Antonio de Galleguillos-; También era bisnieta de Pedro Cortés de Monroy emparentado con Hernán Cortés que llegó a ser coronel general del Reino de Chile en 1610, y procurador general del Reino de Chile en 1613 era prima de  Pedro Cortés Monroy y Zabala, I marqués de Piedra Blanca de Guana y Guanilla

## Encomiendas indígenas
El capitán Álvaro Gómez de Astudillo y Godínez, nacido en La Serena en 1572, y abuelo de Juan Antonio de Galleguillos es el primero de la familia que fue encomendero de indios a inicios del siglo XVII. La encomienda se nombra como sita en las minas de La Serena (Andacollo. Su hijo el maestre de campo Antonio Gómez de Galleguillos, solicitó la encomienda en segunda vida lo que obtuvo por merced otorgada en fecha de 7 de octubre de 1673. se registran bautismos y matrimonio de encomendados en la iglesia del lugar, perteneciente a la parroquia de Barraza hasta mediados del siglo XVIII. Como asignatarios de la encomienda se nombran a Álvaro y su hermano Juan Antonio de Galleguillos y Riberos de Castilla encomendero de Huasco 1690 y a Domingo de Herrera y Galleguillos sobrino de los anteriores fuel el último encomendero de la familia Galleguillos hasta que 1791 el Gobernador de Chile Ambrosio O'Higgins abolió la encomienda y acabó con el trabajo obligatorio de los indígenas.

## Tierras y actividades privadas
Tras el fallecimiento en 1695 de su abuelo paterno Antonio Gómez de Galleguillos sus hijos Pedro, Gabriel, Juan Antonio, Álvaro de Galleguillos y Riberos de Castilla mantendrán la propiedad, donde aparte de seguir elaborando vino y aguardientes comenzaran también a elaborar un vino generoso en de moscateles tipo Málaga los cuales eran exportados por su pariente Pedro Cortés Monroy y Zabala, I Marqués de Piedra Blanca de Guana y Guanilla  quien fuera uno de los principales gestores del auge del Comercio que a partir de alrededor de 1680 se incentivan las exportaciones de vinos y de aguardientes a Perú y Alto Perú, hoy Bolivia. Este intercambio comercial aumentó gracias al aumento de la demanda por la apertura y auge de los nuevos mercados mineros como Porco, Potosí e incluso Cochabamba; el marqués era un importante estanciero dueño de Piedrablanca, Guana, Guanillas en el Valle del Limarí  y en Los Choros, Cutún y Quilacán en Valle del Elqui; su chacra de Quilacán,  cerca de La Serena (Chile),  funcionaba como centro de acopio para los vinos y aguardientes junto a otros productos provenientes de sus propiedades agrícolas los cuales eran exportados hacia los puertos del Callao y Arica rumbo al Virreinato del Perú para ser comercializados en estos centros mineros

## Matrimonio y descendencia
El 1 de marzo de 1756 se casó en San Antonio de Barraza con Dorotea de la Vega y Pizarro hija de José de la Vega y Josefa Pizarro, sin sucesión de este matrimonio tuvo sucesión natural en Trinidad Corbalán-Castilla y Pizarro del Pozo, hija de Nicolás Corbalán-Castilla descendiente de Fernando de Castilla y Mendoza-hijo de Pedro de Castilla y Portugal y de su segunda mujer Juana de Mendoza, nieto de la reina consorte de Enrique IV de Castilla, Juana de Portugal, y bisnieto de los reyes Eduardo I de Portugal y Leonor de Aragón y Alburquerque quien fue regidor de la isla de La Palma desde 1534 y posteriormente alférez mayor y fundador de la línea de Castilla en Canarias. y Josefa Pizarro del Pozo y Álvarez de Tovar quien era descendiente de Diego Pizarro del Pozo y Clavijo Gálvez uno de los pioneros en la elaboración del Pisco y vino de Chile también perteneció a la familia Pizarro de Trujillo (España) y emparentado con el marqués Francisco Pizarro conquistador del Tawantinsuyo y Hernán Cortés Monroy Pizarro Altamirano marqués del Valle de Oaxaca y conquistador del Imperio Azteca. Hijo único:
- Juan Antonio de Galleguillos y Corbalán-Castilla.[24][25]

## Fallecimiento
Testó en Barraza 13 de enero de 1788 en sus tierras de Barraza (Chile) en el Valle de Limarí nombrando como albaceas a su esposa y su hijo Juan Antonio en el mismo lugar. Falleció ese mismo año y sus restos fueron sepultados bajo el altar mayor de Iglesia de San Francisco.

## Genealogía
|  |                                                  |  |  |  |  |  |  |  |  |  |  |  |  |  |  |  |
|  | 8. Álvaro Gómez de Astudillo y Godínez.          |  |  |  |  |  |  |  |  |  |  |  |  |  |  |  |
|  |                                                  |  |  |  |  |  |  |  |  |  |  |  |  |  |  |  |
|  |                                                  |  |  |  |  |  |  |  |  |  |  |  |  |  |  |  |
|  | 4.Antonio Gómez de Galleguillos.                 |  |  |  |  |  |  |  |  |  |  |  |  |  |  |  |
|  |                                                  |  |  |  |  |  |  |  |  |  |  |  |  |  |  |  |
|  |                                                  |  |  |  |  |  |  |  |  |  |  |  |  |  |  |  |
|  | 9.Cecilia de Rojas Galleguillos.                 |  |  |  |  |  |  |  |  |  |  |  |  |  |  |  |
|  |                                                  |  |  |  |  |  |  |  |  |  |  |  |  |  |  |  |
|  |                                                  |  |  |  |  |  |  |  |  |  |  |  |  |  |  |  |
|  | 2. Álvaro de Galleguillos y Riberos de Castilla  |  |  |  |  |  |  |  |  |  |  |  |  |  |  |  |
|  |                                                  |  |  |  |  |  |  |  |  |  |  |  |  |  |  |  |
|  |                                                  |  |  |  |  |  |  |  |  |  |  |  |  |  |  |  |
|  | 10. Francisco de Riberos y Aguirre.              |  |  |  |  |  |  |  |  |  |  |  |  |  |  |  |
|  |                                                  |  |  |  |  |  |  |  |  |  |  |  |  |  |  |  |
|  |                                                  |  |  |  |  |  |  |  |  |  |  |  |  |  |  |  |
|  | 5. Catalina de Riberos y Castilla.               |  |  |  |  |  |  |  |  |  |  |  |  |  |  |  |
|  |                                                  |  |  |  |  |  |  |  |  |  |  |  |  |  |  |  |
|  |                                                  |  |  |  |  |  |  |  |  |  |  |  |  |  |  |  |
|  | 11. Elena Fernández de Castilla y Cortés Monroy. |  |  |  |  |  |  |  |  |  |  |  |  |  |  |  |
|  |                                                  |  |  |  |  |  |  |  |  |  |  |  |  |  |  |  |
|  |                                                  |  |  |  |  |  |  |  |  |  |  |  |  |  |  |  |
|  | 1.Juan Antonio de Galleguillos y Godoy.          |  |  |  |  |  |  |  |  |  |  |  |  |  |  |  |
|  |                                                  |  |  |  |  |  |  |  |  |  |  |  |  |  |  |  |
|  |                                                  |  |  |  |  |  |  |  |  |  |  |  |  |  |  |  |
|  | 12. Diego de Godoy y Carrillo.                   |  |  |  |  |  |  |  |  |  |  |  |  |  |  |  |
|  |                                                  |  |  |  |  |  |  |  |  |  |  |  |  |  |  |  |
|  |                                                  |  |  |  |  |  |  |  |  |  |  |  |  |  |  |  |
|  | 6. Diego de Godoy y Galleguillos.                |  |  |  |  |  |  |  |  |  |  |  |  |  |  |  |
|  |                                                  |  |  |  |  |  |  |  |  |  |  |  |  |  |  |  |
|  |                                                  |  |  |  |  |  |  |  |  |  |  |  |  |  |  |  |
|  | 13. Francisca Gómez Galleguillos.                |  |  |  |  |  |  |  |  |  |  |  |  |  |  |  |
|  |                                                  |  |  |  |  |  |  |  |  |  |  |  |  |  |  |  |
|  |                                                  |  |  |  |  |  |  |  |  |  |  |  |  |  |  |  |
|  | 3.Francisca de Godoy Rojas-Carabantes.           |  |  |  |  |  |  |  |  |  |  |  |  |  |  |  |
|  |                                                  |  |  |  |  |  |  |  |  |  |  |  |  |  |  |  |
|  |                                                  |  |  |  |  |  |  |  |  |  |  |  |  |  |  |  |
|  | 14. Juan de Rojas Carabantes y Mundaca.          |  |  |  |  |  |  |  |  |  |  |  |  |  |  |  |
|  |                                                  |  |  |  |  |  |  |  |  |  |  |  |  |  |  |  |
|  |                                                  |  |  |  |  |  |  |  |  |  |  |  |  |  |  |  |
|  | 7. Catalina de Rojas Carabantes y Sánchez.       |  |  |  |  |  |  |  |  |  |  |  |  |  |  |  |
|  |                                                  |  |  |  |  |  |  |  |  |  |  |  |  |  |  |  |
|  |                                                  |  |  |  |  |  |  |  |  |  |  |  |  |  |  |  |
|  | 15. Marcela Sánchez.                             |  |  |  |  |  |  |  |  |  |  |  |  |  |  |  |
|  |                                                  |  |  |  |  |  |  |  |  |  |  |  |  |  |  |  |
|  |                                                  |  |  |  |  |  |  |  |  |  |  |  |  |  |  |  |